# Pro-ana
Pro-ana (professional-ana = "profesjonalna ana [anoreksja]" lub pro-anorexia = "za anoreksją") – termin odnoszący się do promowania anoreksji jako świadomego wyboru i pożądanego stylu życia oraz negowania faktu, że jest to choroba.
Jednym z haseł ruchu pro-ana jest zdanie Christophera Marlowe, quod me nutrit me destruit – "to, co mnie żywi, niszczy mnie". Obsesyjne dążenie do docelowej wagi jest tu postrzegane jako dążenie do perfekcji.

## Wpływ internetu
Głównym miejscem publicznego funkcjonowania ruchu jest Internet. Rebecka Peebles z Uniwersytetu Stanforda opublikowała badania, według których fakt znajdowania w sieci wspólnoty gloryfikującej anoreksję i wspierającej się nawzajem jest czynnikiem pogłębiającym chorobę.
W pro-anie ważna jest motywacja do zrzucania wagi. Na stronach internetowych poświęconych pro-ana znajdują się działy z materiałami mającymi zmotywować do dalszego chudnięcia lub utrzymania niskiej wagi. "Thinspiracje" (ang. thinspirations, od thin = chudy/a i inspiration = inspiracja) to zdjęcia wychudzonych kobiet, które mają stanowić wzór do naśladowania, ideał stojący na końcu drogi przez diety i głodówki. Najczęściej na liście "thinspiracji" pojawiają się celebrytki takie jak Kate Moss, Calista Flockhart, Mary-Kate i Ashley Olsen, Nicole Richie. Najsłynniejszą z nich jest Twiggy – modelka, od której 40 lat temu zaczął się trend na kobiety w rozmiarze XXS (rozmiar zero). Motywacją mogą być również teksty, piosenki, cytaty albo zdjęcia otyłych osób.
W pro-ana upatrywany jest sposób na szczęśliwe życie i osiągnięcie ważnego celu. Autorzy stron często otwarcie mówią o możliwości utraty zdrowia, równocześnie namawiając do głodowania i podając szereg powodów, dla których mimo wszystko warto to robić.
Znakiem rozpoznawczym w życiu codziennym jest czerwona bransoletka/nitka noszona na prawym nadgarstku. Nastolatki identyfikujące się z pro-ana nazywają siebie "porcelanowymi motylami" bądź "motylkami".
W 2014 roku sieć Lifetime Movie Network wyprodukowała fabularny film telewizyjny Moja przyjaciółka Ana (oryg. ang. Starving in Suburbia, znany także pod tytułem roboczym Thinspiration), którego głównym motywem jest wpływ zamkniętych społeczności internetowych pro-ana na rozwój choroby. W roli liderki społeczności pro-ana wystąpiła polska modelka Izabella Miko.

## Regulacje prawne
W niektórych krajach próbuje się uregulować prawnie kwestię promowania anoreksji w mediach. Zgromadzenie narodowe we Francji w 2008 roku przyjęło ustawę nakładającą karę 35 tys. euro i dwóch lat więzienia za zachęcanie kobiet do ekstremalnej diety oraz 45 tys. euro i trzech lat więzienia, jeśli skutkiem anoreksji będzie śmierć. Podobne rozwiązania prawne proponowane są także w innych krajach.

## Pro-mia
Nawiązaniem do pro-ana jest pro-mia (pro-bulimia – "za bulimią") – ideologia promująca formę bulimii jako świadomy sposób efektywnego odchudzania. W pro-mia w przeciwieństwie do pro-ana nie krytykuje się samego jedzenia, pod warunkiem, że zawsze jest ono zakończone wywołaniem wymiotów, które mają pozwolić na zachowanie i uzyskanie niskiej wagi bez potrzeby przezwyciężania "napadów głodu".